# Hailey Kops
Hailey Kops (hebr. ‏היילי קופס‎; ur. 1 czerwca 2002 w Nowym Jorku) – izraelska łyżwiarka figurowa występująca w parach sportowych, olimpijka z Pekinu 2022.

## Życie prywatne
Pochodzi z rodziny amerykańskich Żydów. Wyznaje judaizm ortodoksyjny.

## Kariera
Do 2019 rywalizowała w parze z Artemem Tsoglinem. Od 2021 występuje w parze z Evgenim Krasnopolskim.

## Udział w zawodach międzynarodowych
| Impreza                     | Rok  | Gospodarz   | Partner               | Miejsce |                      |      |       |                       |     |
| --------------------------- | ---- | ----------- | --------------------- | ------- | -------------------- | ---- | ----- | --------------------- | --- |
| Impreza                     | Rok  | Gospodarz   | Partner               | Miejsce | Igrzyska olimpijskie | 2022 | Pekin | Jewgieni Krasnopolski | 15. |
| Mistrzostwa świata          | 2022 | Montpellier | Jewgieni Krasnopolski | 12.     |                      |      |       |                       |     |
| Mistrzostwa świata juniorów | 2017 | Tajpej      | Artem Tsoglin         | 11.     |                      |      |       |                       |     |
| Mistrzostwa świata juniorów | 2018 | Sofia       | Artem Tsoglin         | 16.     |                      |      |       |                       |     |
| Mistrzostwa świata juniorów | 2019 | Zagrzeb     | Artem Tsoglin         | 7.      |                      |      |       |                       |     |